# アレクサンドル・モロズ
アレクサンドル・モロズ（Alexander Moroz、ウクライナ語: Олександр Мороз, ロシア語: Александр Мороз、1961年1月18日 – 2009年1月7日）は、ウクライナのドニプロペトロウシク州ドニプロペトロウシク出身のチェス選手。1999年よりグランドマスターに選ばれていた。
ウクライナチェス協会では副会長の他、ユース委員会の委員長や国際審判を務めており、ドニプロペトロウシク州チェス協会では会長を務めていた。